# Autrans
Autrans är en kommun i departementet Isère i regionen Auvergne-Rhône-Alpes i sydöstra Frankrike. Kommunen ligger i kantonen Villard-de-Lans som tillhör arrondissementet Grenoble. År 2018 hade Autrans 1 560 invånare.

## Befolkningsutveckling
Antalet invånare i kommunen Autrans
Referens:INSEE